# Dan Kildee
Daniel Timothy Kildee, dit Dan Kildee, né le 11 août 1958 à Flint (Michigan), est un homme politique américain, membre du Parti démocrate et élu du Michigan à la Chambre des représentants des États-Unis de 2013 à 2025.

## Biographie

### Jeunesse et études
Dan Kildee est originaire de Flint dans l'est du Michigan. À 18 ans, alors étudiant à l'université de Central Michigan, il est élu au conseil des écoles de la ville. De 1985 à 1997, il est élu au conseil du comté de Genesee. En 1991, il se présente sans succès à la mairie de Flint, principale ville du comté.

### Premiers mandats locaux
Il est trésorier du comté de 1997 à 2009. À ce poste, il fonde puis dirige la Genesee County Land Bank, qui rachète des propriétés abandonnées pour les rendre viables et revitaliser la ville de Flint,,,. En 2010, il est candidat au poste de gouverneur du Michigan. Il met cependant vite fin à sa campagne pour éviter un éparpillement des voix progressistes dans la primaire démocrate.

### Représentant des États-Unis
Lors des élections de 2012, il se présente à la Chambre des représentants dans le 5e district du Michigan. Il entend succéder à son oncle, le démocrate Dale Kildee (en), élu depuis 36 ans. Outre le comté de Genesee, le district inclut la totalité des comtés d'Arenac, de Bay et d'Iosco ainsi que des parties des comtés de Saginaw et Tuscola. Dan Kildee est le seul candidat lors de la primaire démocrate. Il est élu représentant avec 65 % des suffrages face au républicain Jim Slezak.
Il est réélu avec 66,7 % des voix en 2014. En 2016, Kildee rassemble 61,2 % des suffrages face au républicain Allen Hardwick, qu'il défait déjà deux ans auparavant. Son nom est souvent évoqué pour une candidature au poste de gouverneur du Michigan en 2018. Il annonce cependant au printemps 2017 son intention de rester au Congrès. Lors des élections de 2018, il est réélu par 59,5 % des voix face à Travis Wines, puis par 54,4 % des voix face à Tim Kelly en 2020.
Il est réélu en novembre 2022 dans le 8e district du Michigan et ne se représente pas en 2024.